# Falloria fumimontis
Falloria fumimontis är en mångfotingart som först beskrevs av Shelley 1981.  Falloria fumimontis ingår i släktet Falloria och familjen Xystodesmidae. Inga underarter finns listade i Catalogue of Life.